# Villanueva de los Infantes (Valladolid)
Villanueva de los Infantes is een gemeente in de Spaanse provincie Valladolid in de regio Castilië en León met een oppervlakte van 19,20 km². Villanueva de los Infantes telt 112 inwoners (1 januari 2016).

## Demografische ontwikkeling
Bron: INE, 1857-2011: volkstellingen

## Geboren te Villanueva de los Infantes
- Aurora Bautista (1925-2012), Spaans actrice